# Myrmoderus
Myrmoderus – rodzaj ptaków z podrodziny chronek (Thamnophilinae) w rodzinie chronkowatych (Thamnophilidae).

## Zasięg występowania
Rodzaj obejmuje gatunki występujące w Ameryce Południowej.

## Morfologia
Długość ciała 14–15 cm; masa ciała 16,5–29 g.

## Systematyka

### Etymologia
Myrmoderus: gr. μυρμος murmos – mrówka; δερω dero – sprać, wygrzmocić.

### Podział systematyczny
Taksony wyodrębnione z Myrmeciza. Do rodzaju należą następujące gatunki:
- Myrmoderus eowilsoni[7] – mrowik andyjski
- Myrmoderus ferrugineus – mrowik modrooki
- Myrmoderus ruficauda – mrowik czarnolicy
- Myrmoderus loricatus – mrowik białogardły
- Myrmoderus squamosus – mrowik łuskowany